# Tempus fugit

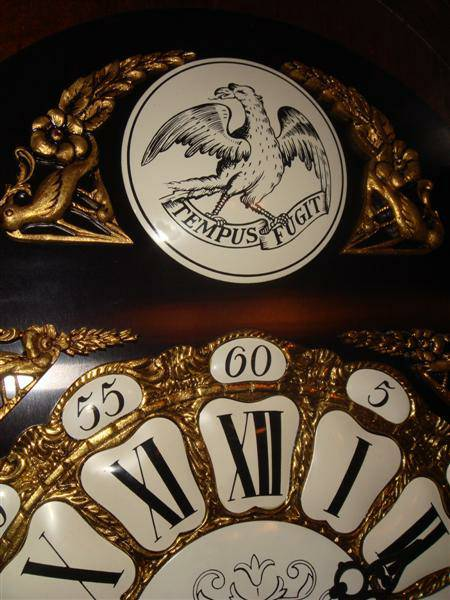
La locuzione "tempus fugit" appare spesso in cima agli orologi a pendolo

La locuzione latina tempus fugit, tradotta letteralmente significa "il tempo fugge". Nell'italiano corrente viene anche tradotta come "il tempo vola".
L'espressione deriva da un verso delle Georgiche di Virgilio: 
(Georgiche, III, 284, traduzione di Clemente Bondi)
Ed è presente in diverse liriche successive.
aetas: carpe diem, quam minimum credula postero.»
(Orazio)
(Francesco Petrarca)
(Ugo Foscolo, Alla sera)
La locuzione è presente anche nell'opera Alice nel Paese delle Meraviglie di Lewis Carroll.
Il tempus fugit è inoltre una filosofia di vita paragonabile al Carpe diem, secondo cui non si devono fare previsioni a lungo termine ma piuttosto, assumersi impegni da assolvere in breve tempo anche per riuscire a svolgerli al meglio perché, appunto, il tempo "fugge irreparabile" non permettendoci di risolvere cose già fatte, quindi bisogna cercare di vivere la vita come un insieme di possibili ultimi giorni, senza sprecare nemmeno un istante.
Questa filosofia, spesso edonista, si ritrova in diversi poeti della tarda antichità.